# László Sólyom
László Sólyom (3 de janeiro de 1942 – 8 de outubro de 2023) foi um político e jurista húngaro, que serviu como Presidente da República da Hungria, de 5 de fevereiro de 2005 até 5 de agosto de 2010. Foi sucedido por Pál Schmitt, eleito em votação no parlamento húngaro.

## Morte
Sólyom morreu em 8 de outubro de 2023, aos 81 anos.